# Willy Claure
Willy Claure Hidalgo (Cochabamba, 12 de octubre de 1962) es un compositor y guitarrista boliviano intérprete de géneros musicales folclóricos como la cueca.

## Biografía
Willy Claure nació en la ciudad de Cochabamba el 12 de octubre de 1962. Señala que descubrió la música a partir de su propia sensibilidad, cualidad que exploraba presentándose en horas cívicas de su etapa estudiantil.
El año 1974, en su niñez, participó en un concurso musical radial, resultando en el tercer lugar. Más adelante concursó en la ciudad de Tarija. En esta ocasión tampoco ganó y decidió aprender a tocar algún instrumento. Se inclinó por la guitarra, aprendiendo con una revista. 
En 1978, cuando tenía 16 años, ingresó al grupo Kanata, como guitarrista. Fue en esta experiencia que conoció a Emma Junaro, quien lo invitó a tocar con ella en La Paz. Sin embargo, fue hasta 1988, 10 años después, cuando se dedicó profesionalmente a la música, con la presentación del disco "Para chicos y grandes”.
Aunque Willy Claure no solamente es compositor e intérprete de cueca tradicional boliviana, con el paso de los años ha ido buscando el embellecimiento y la evolución de esta expresión cultural hasta emparentarla con las grandes composiciones contemporáneas de otros ritmos latinoamericanos.

## Trayectoria

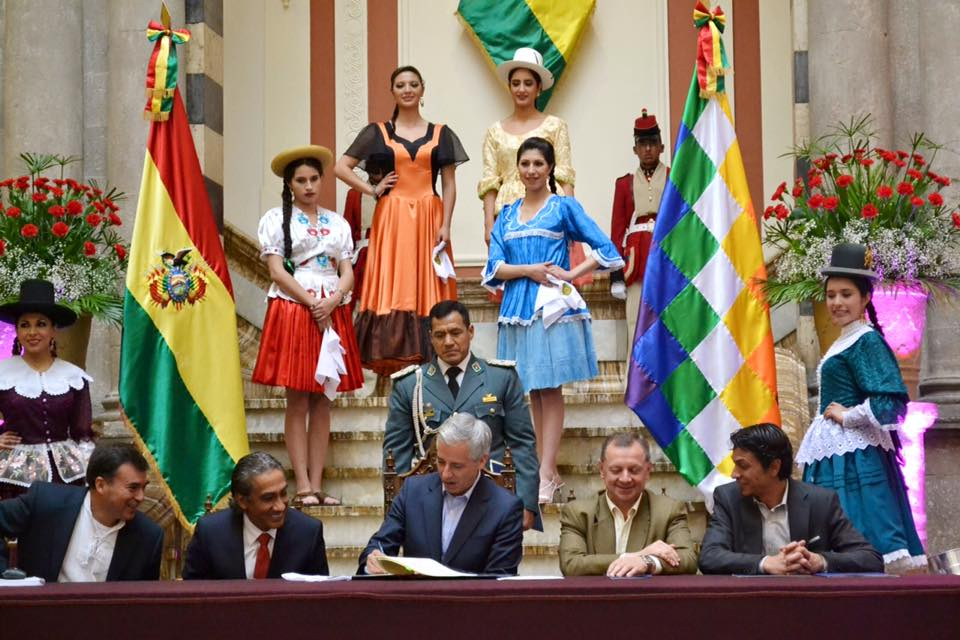
Promulgación Ley Nacional de La Cueca Boliviana

En 1979 inició su trayectoria musical presentando obras musicales desde el ámbito tradicional y popular hasta los espacios contemporáneos y de vanguardia. En una de sus cuecas tradicionales titulado No le digas,  comparte la autoría junto a Jesús Jechu Durán, con base en el poema del escritor boliviano Jaime Sáenz.
Willy Claure se ha convertido en un importante referente musical no solamente en Bolivia si no también en América Latina. Ha realizado una serie de gira de conciertos como solista, con la Orquesta Sinfónica Nacional de Bolivia. También contó con el acompañamiento de músicos de alto nivel, difundiendo su arte en diversos escenarios tradicionales, clásicos y contemporáneos.

## Obras
El 10 de junio de 2015 emprende la "Iniciativa Ciudadana" de Declaratoria de La Cueca Boliviana como "Danza Nacional Boliviana" y el "Día de La Cueca Boliviana".
Su libro de partituras contiene "30 piezas bolivianas para guitarra", como un avance obligatorio en distintas academias musicales clásicas y contemporáneas.
Algunas de sus composiciones se han convertido en cánones y son piezas obligatorias en diversos concursos de guitarra constituyendo así, un valioso aporte sobre el patrimonio cultural musical boliviano.
Con la presencia de Willy Claure y altas autoridades bolivianas, en el Palacio de Gobierno en la ciudad de La Paz, El 30 de noviembre de 2015 el Presidente en ejercicio del Estado Plurinacional de Bolivia Álvaro García Linera, promulga la Ley Nacional que declara a la "Cueca Boliviana Patrimonio Cultural, Inmaterial del Estado Plurinacional Boliviano" y "El Día De La Cueca Boliviana" que se celebrará cada primer domingo de octubre.

## Discografía
1. Cuecas
2. Más cuecas
3. Alternativa
4. Die bekanntesten Melodien 1
5. Die bekanntesten Melodien 2
6. die vekanntesten Melodien 3
7. Classics of the World
8. Guitarra Latina
9. Willy Claure Canta Para Chicos y Grandes
10. Carlos Cadario & Willy Claure
11. Emma Junaro & Willy Claure
12. Mario Saucedo
13. Savia Nueva
14. Ruphay
15. Khanata "La Fiesta de los Quechuas"
16. Willy Claure & Camerata Del Oriente
17. Cuecas para no bailar
18. Cueca de color serio[4]